# Владимир Аврамов (политик)
Вижте пояснителната страница за други личности с името Владимир Аврамов.
Владимир Николов Аврамов е български юрист и политик. Дългогодишен съдия и прокурор, той е министър на железниците, пощите и телеграфите в третото правителство на Георги Кьосеиванов (1938-1939).

## Биография
Владимир Аврамов е роден на 24 януари (12 януари стар стил) 1880 година в град Калофер, в семейството на Никола Аврамов и Ана С. М. Шишева (1840-1922). Завършва гимназия в Сливен и право в Софийския университет „Свети Климент Охридски“ (1901).
След дипломирането си Аврамов е съдия в Бургас и Варна, член-съдия е на Софийския апелативен съд от 1909 година и негов подпредседател от 1910 година. От 1923 година е член на Върховния касационен съд, по-късно е началник на Углавното отделение при Министерството на правосъдието. От 1931 до 1938 година е главен прокурор при Върховния касационен съд.
От 14 ноември 1938 година до 23 октомври 1939 година Владимир Аврамов е министър на железниците, пощите и телеграфите, а от 12 април до 23 октомври 1939 година е и управляващ Министерството на обществените сгради, пътищата и благоустройството. От 19 юли 1942 година до 17 октомври 1944 година е председател на Върховния касационен съд.
Автор на публикации със съдебна тематика.
Умира през 1963 година в София.